# Morti nel 1310
| Questa pagina contiene informazioni ricavate automaticamente dalle voci biografiche con l'ausilio del template Bio e di un bot. L'aggiornamento è periodico e automatico e ricostruisce completamente la pagina. Se manca una persona in questa lista, sei pregato di non aggiungerla, ma accertati piuttosto che la sua voce biografica contenga il template Bio e che i dati anagrafici siano correttamente compilati. Se il template Bio manca, inseriscilo tu stesso o, in alternativa, metti l'avviso {{tmp\|Bio}} che ne segnala la mancanza. Se i dati riportati sono sbagliati, correggi direttamente la voce biografica; le modifiche saranno visibili in questa lista entro pochi giorni. Per chiarimenti vedi il progetto biografie. La lista contiene solo le 32 persone che sono citate nell'enciclopedia e per le quali è stato implementato correttamente il template Bio. Pagina aggiornata al 10 ago 2025. |

- 4 gennaio - Oringa Menabuoi, religiosa italiana
- 11 febbraio - Margherita d'Oingt, mistica, monaca cristiana e scrittrice francese (n. 1240)
- 17 febbraio - Alessio Falconieri, religioso e santo italiano
- 5 aprile - Al-Muzaffar Rukn al-Din Baybars al-Jashankir, sultano egiziano
- 24 aprile - Alfonso Dionisio, nobile portoghese (n. 1260)
- 26 aprile - Costanza di Béarn, nobile francese
- 22 maggio - Santa Umiltà, religiosa italiana
- 25 maggio - Ottone III del Tirolo, conte tedesco
- 1º giugno - Margherita Porete, religiosa e scrittrice francese
- 5 giugno - Amalrico II di Tiro (n. 1272)
- 15 giugno - Marco Querini, politico e diplomatico italiano
- 26 giugno - Raymond de Got, cardinale francese
- 17 luglio - Manfredi Maletta, nobile italiano (n. 1232)
- 1º ottobre - Beatrice di Borgogna-Borbone, nobile francese (n. 1257)
- 14 ottobre - Bianca di Napoli, regina (n. 1280)
- 19 ottobre - Goffredo di Hohenlohe, nobile tedesco (n. 1265)
- 28 ottobre - Atanasio I, arcivescovo ortodosso bizantino
- 10 dicembre - Stefano I di Baviera, duca (n. 1271)
- 13 dicembre - Thomas Jorz, teologo e cardinale inglese
- 20 dicembre - Pedro Rodríguez, cardinale e vescovo cattolico spagnolo
- Abu al-Rabi' Sulayman, sultano berbero (n. 1289)
- Beatrice di Savoia, nobile (n. 1237)
- Giovanni di Buiamonte de' Becchi, politico italiano
- Raimondo Gaufridi, francescano francese
- Guido da Polenta, condottiero italiano
- Diego López V d'Haro, nobile spagnolo (n. 1250)
- Menahem Recanati, religioso e rabbino italiano (n. 1250)
- Burchard von Schwanden, nobile tedesco
- Tommaso degli Stefani, pittore italiano (n. 1231)
- Teodorico di Friburgo, teologo e filosofo tedesco (n. 1250)
- Shlomo ben Aderet, rabbino e teologo spagnolo (n. 1235)
- Alberto Gandino, giurista e giudice italiano (n. 1250)